# La fuga del Chacal
La fuga del Chacal es una película peruana de los géneros de acción y aventura de 1987 dirigida por Augusto Tamayo San Román y producida por Francisco Lombardi. Fue la película peruana más taquillera, título que retuvo por 26 años hasta ser desplazada por Asu mare.
En marzo de 2018, Tamayo anunció que en sus planes esta un remake de la película.

## Sinopsis
Sebastián -conocido como el Chacal- es un delincuente limeño quien, después de haber asesinado al “Mono” Salgado en una pelea callejera y cometer un asalto a una peluquera en donde muere asesinado su hermano Beto, se ve obligado a escapar de la policía y del hermano de Salgado junto con Estela, su novia. La fuga lo lleva a internarse en la selva peruana junto con su padrino Zoilo Carhuanca donde debe sortear las amenazas de una banda de narcotraficantes de droga dirigido por otro narcotraficante de aires señoriales y su inescrupuloso hijo. También debe salir librado de la persecución a la que le somete.

## Reparto
| Actor                      | Personaje                     |
| -------------------------- | ----------------------------- |
| Jorge García Bustamante    | Sebastián Villacorta "Chacal" |
| Mónica Domínguez Lizárraga | Estela                        |
| Toño Vega                  | Beto                          |
| Carlos Cano de la Fuente   | Toño "El diablo" Garay Jr.    |
| Lolita Ronalds             | Lucy                          |
| Mariella Trejos            | Madre del Chacal              |
| Lucía Melgar               | Hermana del Chacal            |
| Manuel Montemayor          | Don Leonardo Garay            |
| Juan Manuel Ochoa          | "El mono" Salgado             |
| Alberto Benavides          | Zoilo Carhuanca               |
| Gilberto Torres            | Chamico                       |
| Fernando Zeballos          | Raúl Salgado                  |